# Betty Ong
Betty Ann Ong (San Francisco, 5 febbraio 1956 – New York, 11 settembre 2001) è stata un'assistente di volo statunitense che sul volo American Airlines 11 telefonò alla compagnia aerea American Airlines, pochi minuti prima dello schianto contro la Torre Nord del World Trade Center di New York, nel quadro degli attentati dell'11 settembre 2001.

## Biografia
Figlia di Harry Ong senior e di Yee-gum Oy, ultima di quattro figli, crebbe nella Chinatown di San Francisco, diplomandosi alla George Washington High School. La famiglia, molto rispettata all'interno della comunità, gestiva una piccola drogheria su Jackson Street.
Durante il dirottamento del volo AA11 dell'11 settembre 2001, informò via telefono la American Airlines (per la quale lavorava come assistente di volo) su quanto stesse avvenendo. Attraverso la sua chiamata, durata 23 minuti, si riuscì a ricostruire l'identità dei dirottatori, il posto da loro occupato sul velivolo ed altre informazioni importanti.
I suoi resti vennero ritrovati fra i rottami dell'aereo e del World Trade Center. Circa 200 membri della comunità cinese di San Francisco si riunirono, nei giorni successivi, in un piccolo parco di Chinatown per tributare il giusto riconoscimento ad una delle esponenti più conosciute e rispettate della comunità. Anche il sindaco Willie Brown fu presente alla manifestazione, arrivando a definire l'11 settembre 2001 come il "giorno di Betty Ong".